# Spogostylum griseipennis
Spogostylum griseipennis är en tvåvingeart som först beskrevs av Macquart 1850.  Spogostylum griseipennis ingår i släktet Spogostylum och familjen svävflugor. Inga underarter finns listade i Catalogue of Life.